# 中山麻聖
中山 麻聖（なかやま ませい、1988年12月25日 - ）は、日本の俳優。PureBoysの元メンバー。
東京都出身。JJプロモーション所属。身長182cm。堀越高等学校卒業。
俳優の三田村邦彦と元女優の中山麻理の三男。長兄は元俳優の三田村瞬、次兄は一般人、父親が再婚相手との間に儲けた母親違いの妹がいる。タレントの中山エミリ・英玲奈姉妹とは従姉妹にあたる。

## 略歴
両親は1999年に離婚しており、自身は母親と生活していると明かしたことがある。
母親から「剣道ができる中学生」を探していたプロデューサーを紹介され、映画『機関車先生』のオーディションを受ける。2004年に同作で俳優デビュー。ブルーミングエージェンシーの所属となる。
2007年6月、男性俳優ユニットPureBOYSの結成メンバーとなる。同年7月に活動名を「麻生」から本名の「麻聖」に改めた（当時出演中であった舞台『ミュージカル テニスの王子様』に関しては「麻生」名義を通した）。2008年3月、「個人とグループの仕事の両立が困難」という理由により、PureBOYSを卒業する。
2012年公開の主演映画『アノソラノアオ』にて、三田村邦彦と親子役で共演する。三田村との初共演は2009年1月放送のテレビ番組『旅の香り』で、俳優としての初共演は2011年の『江〜姫たちの戦国〜』である（撮影が行われたのは『アノソラノアオ』の方が先である）。
2012年12月、所属事務所をブルーミングエージェンシーからJJプロモーションに移籍していたことを発表する。
2014年、特撮テレビドラマ『牙狼-GARO- -魔戒ノ花-』にて連続ドラマ初主演を務める。
2015年、テレビアニメ『牙狼 -紅蓮ノ月-』にて声優に初挑戦。開始前特番では、原作者の雨宮慶太に「声質が良い」と評されている。

## 出演
太字は主演・メインキャスト。

### 映画
- 機関車先生（2004年）- 藤尾潤三 役
- bird call（2005年）
- 妄想少女オタク系（2007年）- 阿部隆弘 役
- 天使のいた屋上（2008年）- 冴尻健太 役
- 憐 Ren（2008年）- 七緒修司 役
- ごくせん THE MOVIE（2009年）- 田中麻聖 役
- 桜田門外ノ変（2010年）- 森山敏之助 役
- アノソラノアオ（2012年）- 主演・田上陽介 役
- 牙狼〈GARO〉-GOLD STORM- 翔 (2015年) - ケバブ屋の客 (カメオ出演)
- 轢き逃げ 最高の最悪な日（2019年） - 主演・宗方秀一 役[21]
- 牙狼〈GARO〉-月虹ノ旅人-（2019年） - 主演・冴島雷牙 役

### テレビドラマ
- 仮面ライダーシリーズ
  - 仮面ライダー響鬼 第23話・38話（2005年）- ブラスバンド部部長 役
  - 仮面ライダーキバ 第29話 - 31話（2008年）- 麻生光秀 役
- 花より男子（2005年）- 寺田淳司 役
- 春、バーニーズで（2006年）
- ごくせん 第3シリーズ（2008年4月 - 6月、日本テレビ）- 田中麻聖 役
- 大河ドラマ
  - 篤姫（2008年）- 橋本左内 役
  - 江〜姫たちの戦国〜（2011年）- 本多正純 役
  - 軍師官兵衛（2014年）- 織田信孝 役
- 大仏開眼（2010年）- 大伴家持 役
- 弁護士 朝吹里矢子 古都・稚い証言にゆらぐ老舗（2010年、フジテレビ）- 風見志朗 役
- スミレ刑事の花咲く事件簿 epsode 0（2011年）- 光矢射斗 役
- 星新一ミステリーSP「霧の星で」（2014年）- 救助隊 役
- 牙狼〈GARO〉-魔戒ノ花-（2014年）- 主演・冴島雷牙 役[22]
- 美女と男子（2015年）- 鷲見右京 役[23]
- 山本周五郎人情時代劇 第7話「初蕾」（2016年）- 梶井半之助 役
- 牙狼〈GARO〉-魔戒烈伝-（2016年）- 冴島雷牙 役
- AKBラブナイト 恋工場 #30「恋の神様」（2016年）- 相手 役
- 女取調官4（2016年）- 矢島光行 役
- 警視庁 ナシゴレン課（2016年）- 浅羽ショウ 役[24]
- キャバすか学園 第9話（2016年） - 浅羽ショウ 役[25]
- スペシャルドラマ「恋する百貨店」（2017年）- 高坂明雄（山王寺百貨店の御曹司） 役[26]
- 炎の転校生 REBORN 第四話（2017年）- 王子公春 役
- ドラマ 龍馬最後の30日（2017年）松平源太郎 役
- BS特集ドラマ 龍馬の遺言（2017年）- 松平源太郎 役
- 大岡越前4 第2回（2018年）- 仙之助 役
- 不惑のスクラム（2018年）- 城井 役[27]
- ザ・リアリティ・ショー〜突然コマーシャルドラマ2〜（2019年4月20日、フジテレビ）- 中垣内龍之介 役[28]
- 螢草 菜々の剣（2019年、NHK BSプレミアム） - 鏑木勝豊 役
- そろばん侍 風の市兵衛SP〜天空の鷹〜（2020年1月3日、NHK） - 中江作之助 役
- NHKスペシャル　戦国〜激動の世界と日本〜第一集　秘められた征服計画 織田信長×宣教師（2020年6月28日、NHK） - 高山右近 役
- NHK BSプレミアム　決戦！関ケ原〜空からスクープ 幻の巨大山城〜（2020年12月19日、NHK） - 黒田長政 役
- リコカツ（2021年4月16日、TBS）- 立川誠実 役
- Get Ready!（2023年1月8日 - 3月12日、TBS） - 幾田洋一 役[29][30]
- 笑うマトリョーシカ（2024年6月28日 - 9月6日、TBS） - 坂本一紀 役[31]

### Vシネマ
- スミレ刑事の花咲く事件簿（2011年） - 光矢射斗 役
- COLD BLOOD 三つ巴の抗争（2017年）全2作 - 柳田(警視庁管轄 生活安全課) 役

### 舞台
- ミュージカル テニスの王子様（2006年8月 - 2007年9月）- 乾貞治 役
- 7Cheers!〜翔べ!自分という大地から!〜（2007年10月、博品館劇場）- 土谷数麻 役
- シャリトーベルサイユ（2008年12月、ル・テアトル銀座）- 明 役
- スミレ刑事の花咲く事件簿（2011年5月2日 - 7日、新国立劇場中劇場）- 光矢射斗 役[11]
- ハイスクール ハイコー!!（2011年11月、下北沢小劇場楽園）
- 陽はまたのぼりそしてくりかえす（2012年6月、ワーサルシアター）
- DISCORD（2012年11月、Live theater 間）- 一樹 役
- 夕-ゆう-（2014年7月 - 9月、サンシャイン劇場他）
- 演劇集団Z-Lion 第13回公演「笑ってもいい家」（2023年7月1日 - 9日、俳優座劇場） - 吉澤涼平 役[32][33]
- 劇団東京夜光「fragment」（2023年9月8日 - 18日、吉祥寺シアター）
- 半蔵門Ricordi リーディングライブ 短編集「ごはんとピアノと私 」（2023年11月18日 - 19日、リコルディ Ricordi）

### テレビアニメ
- 牙狼 -紅蓮ノ月-（2015年）- 主演・雷吼 役[19]
- その着せ替え人形は恋をする Season 2（2025年） - 長谷川学 役[34]

### 劇場アニメ
- 薄墨桜 -GARO-（2018年）- 主演・雷吼 役[35]

### ラジオドラマ
- 青春アドベンチャー（NHK-FM）
  - 『謙信サマは今日も気まぐれ』（2025年5月12日 - 23日）[36] - 長尾政景 役

### その他テレビ番組
- プレイハウスディズニー（2007年10月 - 2011年7月、ディズニー・チャンネル）- MCマセイ 役

### CM
- 小田急電鉄「日々の積み重ね」編（2009年）

### 映像商品
- Pure BOYS 7Cheers!〜翔べ！自分という大地から！〜（2007年）
- 牙狼10周年記念 魔界ノ宴 -GARO FES.-（2016年10月19日）

## 作品

### 配信限定シングル
| 配信開始日     | 配信楽曲         | 歌                       | 備考                                                                                          |
| -------------- | ---------------- | ------------------------ | --------------------------------------------------------------------------------------------- |
| 2016年12月14日 | ナシゴレン道玄坂 | 警視庁ナシゴレン課（？） | テレビドラマ『警視庁 ナシゴレン課』劇中歌、iTunes、レコチョク、mu-mo、dwango.jp、他にて配信。 |

### イメージビデオ
| 発売日       | タイトル  | 規格品番   | メーカー         |
| ------------ | --------- | ---------- | ---------------- |
| 2007年2月7日 | Nostalgia | PCBX-50954 | ポニーキャニオン |

### 写真集
- Terminal（2007年1月10日、扶桑社）
- PureBOYS（2007年12月、ゴマブックス）- PureBOYSとして